# Louisianawürger
Der Louisianawürger (Lanius ludovicianus) ist ein Vogel aus der Familie der Würger. Er zählt zu den gefährdeten Vogelarten. Sein Bestand ist vor allem aufgrund von Habitatverlust und dem Einsatz von Pestiziden zurückgegangen. Trotz der insgesamt großen Population und des sehr großen Verbreitungsgebietes wird der Louisianawürger insgesamt als potenziell gefährdet eingestuft. Für einzelne Unterarten sind Schutzmaßnahmen eingeleitet worden.
Der Louisianawürger ist der einzige Vertreter unter den insgesamt etwa 30 Arten der Würger, der ausschließlich in Nordamerika vorkommt.

## Erscheinungsbild
Louisianawürger erreichen durchschnittlich eine Körperlänge von 23 Zentimeter. Sie sind durch einen großen hakenförmigen Schnabel gekennzeichnet. Kopf und Rücken sind grau befiedert. Die Flügel und der Schwanz sind schwarz mit weißen Federpartien auf den Flügeln und auf der äußeren Schwanzfeder. Die schwarze Gesichtsmaske dehnt sich auch oberhalb des Schnabels aus. Dadurch unterscheidet er sich vom Raubwürger, dem er ansonsten sehr ähnelt.
Jungvögel sind heller als die Altvögel und leicht bräunlich überhaupt mit einer feinen Querstreifung am ganzen Körper.

## Lebensraum und Fortpflanzung

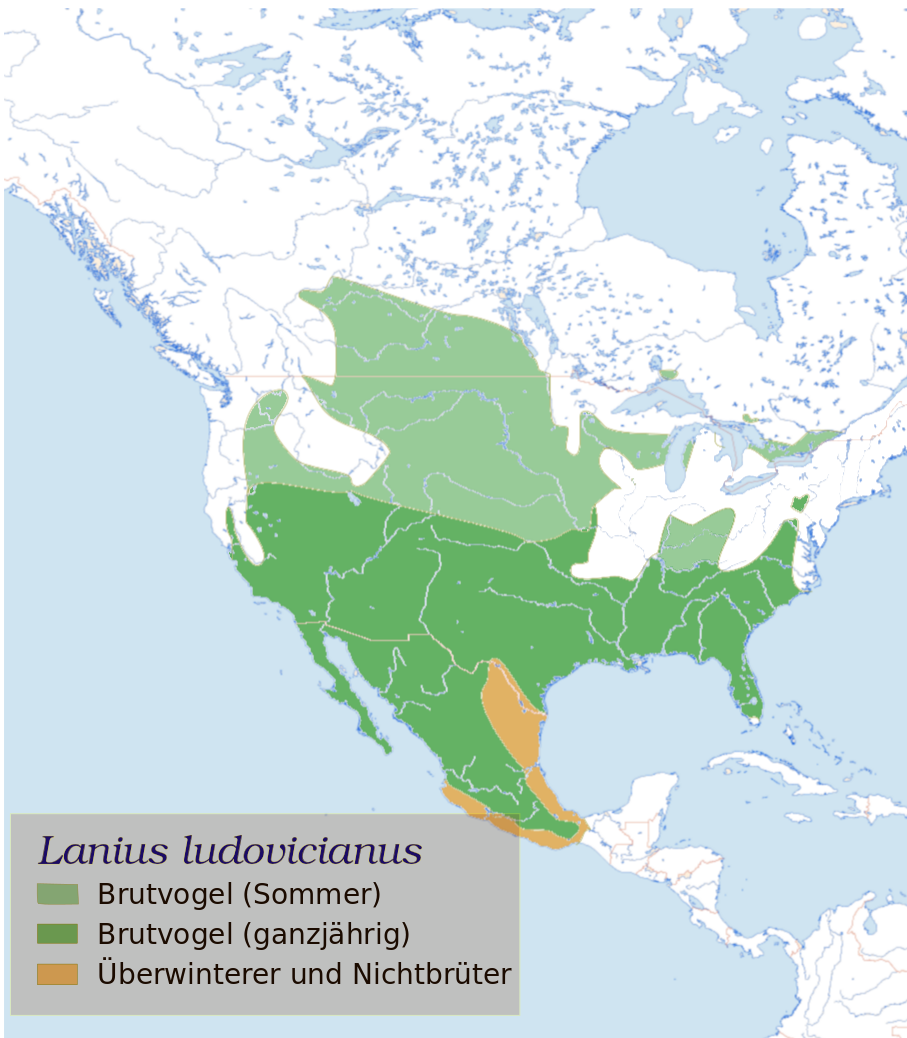
Verbreitungsgebiet des Louisianawürgers

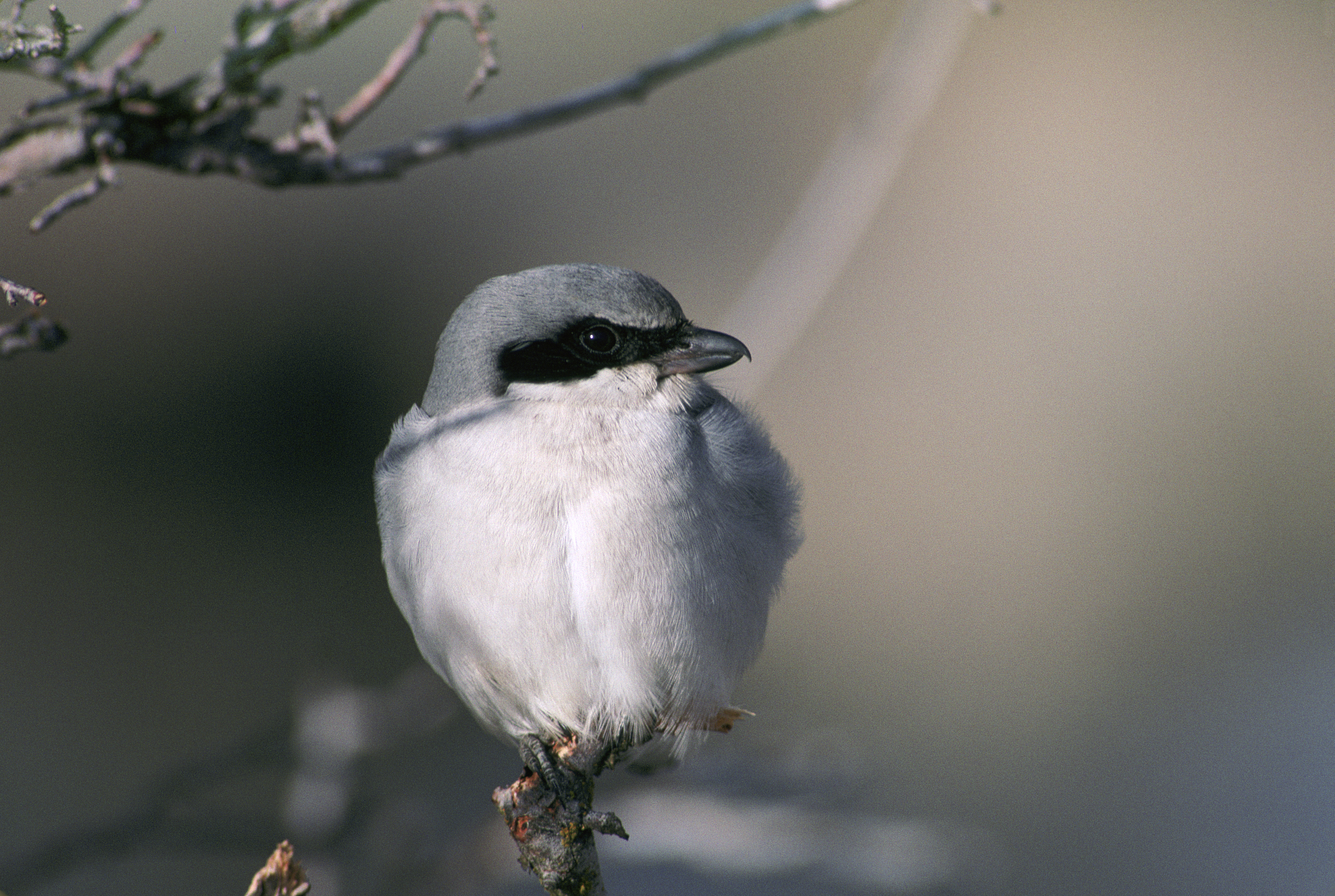
Louisianawürger

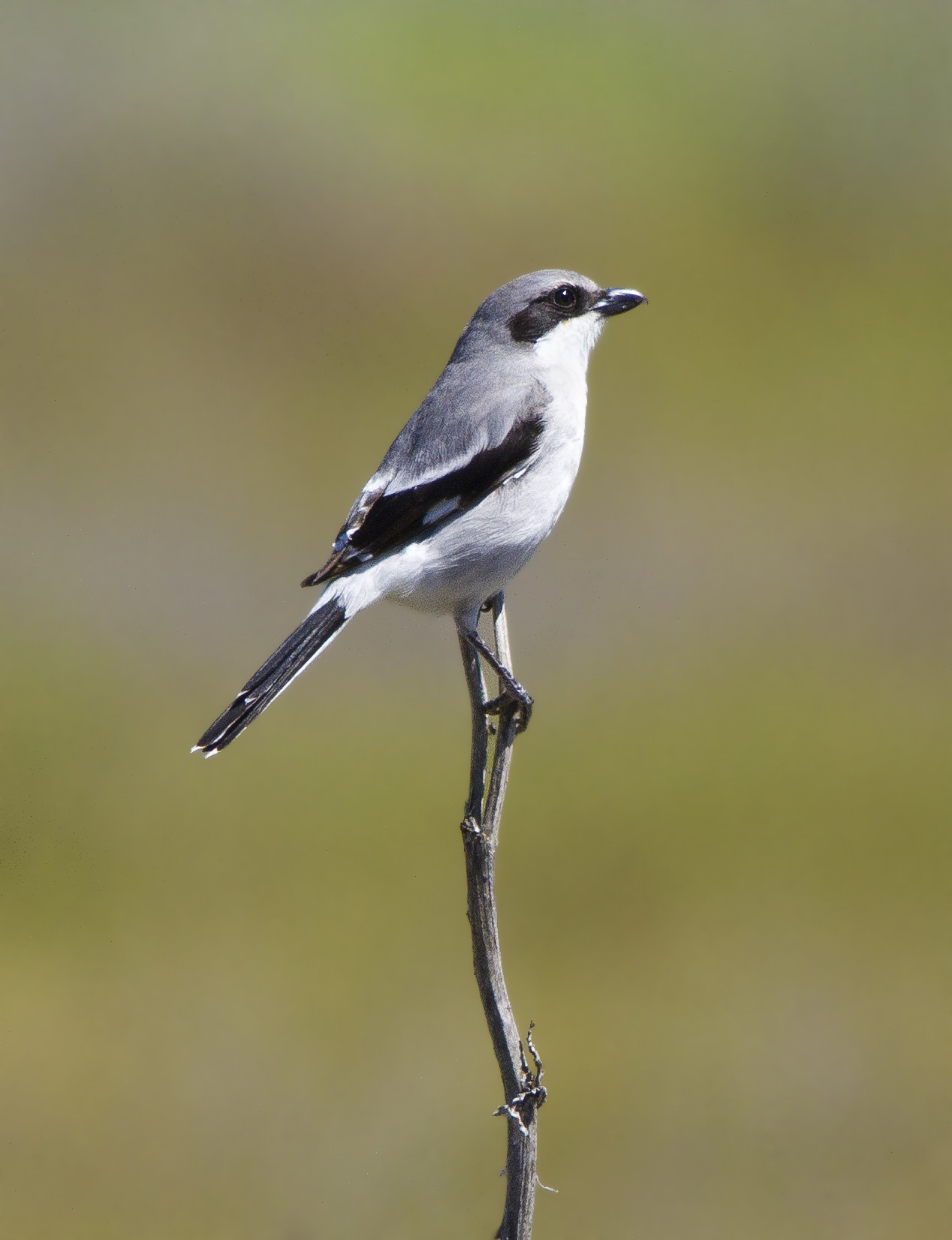
Louisianawürger

Der Louisianawürger ist ein Vogel des nordamerikanischen Kontinents.
Sein Brutrevier erfasst die halboffenen Regionen im südlichen Ontario, in Québec und Alberta und reicht bis nach Mexiko. Die Art nistet in dicht belaubten Bäumen oder Sträuchern. Das Weibchen legt vier bis acht Eier in einem napfförmigen, großen Nest, das aus Zweigen und Gras gebaut ist.
Im südlichen Verbreitungsgebiet ist der Louisianawürger ein Standvogel. Die im nördlichen Verbreitungsgebiet lebenden Populationen migrieren während des Winterhalbjahrs weiter nach Süden. Wo Louisianawürger Standvögel sind, besetzen sie gewöhnlich als Paar ein festes Territorium, das sie ganzjährig verteidigen.

## Jagdverhalten und Nahrung
Die typische Jagdform für die Louisianawürger ist die Ansitzjagd. Von einer Warte aus beobachten sie ihre Umgebung und stoßen von dort auf ihre Beute herab. Sie fressen vor allem größere Insekten sowie Nagetiere und kleinere Vogelarten. Ihre Beute spießen sie an Dornen auf, da ihnen die Krallen fehlen, wie sie beispielsweise den Falken zu eigen sind.

## Insel-Graufuchs und Louisiana-Würger: Zielkonflikt des Naturschutzes
Auf der San Clemente Island, die zu den Kanalinseln von Kalifornien gehört, brütet eine der Unterarten des Louisiana-Würgers, der sogenannte "San-Clemente-Würger". Diese Insel, die als Militärstützpunkt der United States Navy dient, ist auch Heimat einer der Unterarten des Insel-Graufuchses. Diese endemische Fuchsart, die sich aus dem Graufuchs entwickelte und typische Inselverzwergung aufweist, ist ebenfalls sehr gefährdet. Die Insel-Graufüchse, zu deren Eigenarten es gehört, auf Bäume zu klettern, fressen unter anderem Vögel und auch die brütenden Louisianawürger gehören zu ihrem Beutespektrum. Bis zum Jahr 2000 fing und tötete die Navy die auf San Clemente lebenden Füchse, um auf diese Weise den Louisianawürger zu schützen. Seit dem Jahr 2000 wiesen Naturschützer darauf hin, dass der Insel-Graufuchs infolge menschlicher Habitateingriffe ebenfalls massiv bedroht ist. Die Navy hat daraufhin ihre Schutzmaßnahmen zugunsten dieser Unterart des Louisianawürgers umgestellt. Die Füchse werden zwar nach wie vor eingefangen, jetzt jedoch während der Brutzeit gefangen gehalten. Die Brutreviere des Würgers werden außerdem geschützt, indem elektrische Zäune um sie herum errichtet werden, die die Füchse fernhalten sollen.

## Unterarten
Es werden insgesamt 10 Unterarten unterschieden, die sich in ihrer Schnabelform und ihrer Gefiederfärbung leicht unterscheiden.
- Lanius ludovicianus anthonyi
- Lanius ludovicianus excubitorides,
- Lanius ludovicianus gambeli
- Lanius ludovicianus grinnelli
- Lanius ludovicianus ludovicianus
- Lanius ludovicianus mearnsi, San Clemente-Würger, als gefährdet eingestuft.[3]
- Lanius ludovicianus migrans, selten bis sehr selten in Mittleren Westen der und dem Nordosten der USA, in Kanada als gefährdet eingestuft.[3]
- Lanius ludovicianus nelsoni
- Lanius ludovicianus sonoriensis

Um die Unterart Linius ludovicianus migrans im Osten Kanadas zu stabilisieren, wurde sowohl im Zoo von Toronto als auch an der McGill University 1997 je eine in Gefangenschaft gehaltene Population etabliert. 2001 wurden im Rahmen eines Programms von Wildlife Preservation Canada in Gefangenschaft aufgezogene Louisianawürger freigelassen. Dazu wurden Brutpaare aus den Beständen des Toronto-Zoos und der McGill University in Ontario in großen eingezäunten Habitaten gehalten. Dort aufgewachsene Jungvögel wurden zu einem Zeitpunkt in die Freiheit entlassen, zu dem sie sich auch unter normalen Lebensbedingungen aus dem Brutrevier der Elternvögel emigriert wären. Seit 2004 wurden jährlich etwa 90 Jungvögel freigelassen. Zwischen 2 und 6,5 Prozent dieser Jungvögel zogen in Überwinterungsgebiete und kehrten im nächsten Jahr zum Brüten zurück.

## Einzelbelege
1. ↑  IUCN Eintrag für Louisianawürger, aufgerufen am 8. August 2021.
2. 1 2  Cornell Lab für Ornithologie (englisch), aufgerufen am 15. Mai 2015
3. 1 2 3 4 5  Jonathan Alderfer (Hrsg.): Complete Birds of North America, National Geographic, Washington D.C. 2006, ISBN 0-7922-4175-4. S. 407
4. ↑  Wildlife Preservation Canada zum Wiedereinbürgerungsprogramm des Louisianawürgers, aufgerufen am 15. Mai 2015